# Torneo Anual 2019 de Primera División (Liga Chacarera)
El Torneo Anual Clasificatorio 2019, de Primera División organizado por la Liga Chacarera de Fútbol. Comenzará en el mes de agosto y estará finalizado en el mes de diciembre.
Se disputará a una dos ruedas, por el sistema de todos contra todos. El torneo otorgará una plaza al Torneo Regional Federal Amateur 2020 para el campeón y otra al Torneo Provincial 2020 para el campeón del Petit Torneo.

## Formato

### Competición
- El torneo se jugará a dos ruedas con el sistema de Todos Contra Todos.
- El equipo que se ubique en la primera ubicación de la Tabla de posiciones al finalizar el torneo, se consagrará campeón y clasificará al Torneo Regional Federal Amateur 2020.
- Los equipos ubicados del 2° al 5° puesto jugarán el Petit Torneo y quién resulte ganador del mismo, obtendrá el pasaje al Torneo Provincial 2020.

### Descenso
- Descenderán 2 equipos, el equipo que se encuentre en la 10° ubicación en la Tabla de posiciones y el equipo que se encuentre en la 10° ubicación en la Tabla de promedios.
- En el caso de que un equipo se encuentre último en ambas tablas, entonces quién descenderá será el equipo que esté en la 9ª posición de los promedios.

## Equipos participantes
| #  | Equipo                                 | Ciudad          | Departamento        |
| -- | -------------------------------------- | --------------- | ------------------- |
| 1  | Club Deportivo Coronel Daza            | Banda de Varela | Capital             |
| 2  | Club Defensores de Esquiú              | Piedra Blanca   | Fray Mamerto Esquiú |
| 3  | Club Atlético Independiente            | San Antonio     | Fray Mamerto Esquiú |
| 4  | Centro Cultural y Deportivo La Carrera | La Carrera      | Fray Mamerto Esquiú |
| 5  | Club Atlético La Tercena               | La Tercena      | Fray Mamerto Esquiú |
| 6  | Club Social y Deportivo La Merced      | La Merced       | Paclín              |
| 7  | Club Sportivo Los Sureños              | Pozo El Mistol  | Valle Viejo         |
| 8  | Club Obreros de San Isidro             | San Isidro      | Valle Viejo         |
| 9  | Club Atlético San Martín               | El Bañado       | Valle Viejo         |
| 10 | Club Sportivo Social Rojas             | Santa Rosa      | Valle Viejo         |

### Distribución geográfica de los equipos
| Departamento        | Cant. | Equipos                                                            |
| ------------------- | ----- | ------------------------------------------------------------------ |
| Fray Mamerto Esquiú | 4     | Defensores de Esquiú, Independiente (SA), La Carrera y La Tercena. |
| Valle Viejo         | 4     | Los Sureños, Obreros, San Martín y Social Rojas.                   |
| Capital             | 1     | Coronel Daza.                                                      |
| Paclín              | 1     | La Merced.                                                         |
| Total               | 10    |                                                                    |

## Competición

### Tabla de posiciones
| Pos. | Equipo                      | Pts. | PJ | PG | PE | PP | GF | GC | Dif. |
| ---- | --------------------------- | ---- | -- | -- | -- | -- | -- | -- | ---- |
| 01.º | San Martín (El Bañado)      | 43   | 18 | 13 | 4  | 1  | 33 | 13 | 20   |
| 02.º | Coronel Daza                | 39   | 18 | 11 | 6  | 1  | 33 | 14 | 19   |
| 03.º | Social Rojas                | 25   | 18 | 7  | 4  | 7  | 31 | 31 | 0    |
| 04.º | Los Sureños                 | 25   | 18 | 6  | 7  | 5  | 27 | 28 | −1   |
| 05.º | Independiente (San Antonio) | 24   | 18 | 7  | 3  | 8  | 37 | 31 | 6    |
| 06.º | La Merced                   | 22   | 18 | 6  | 4  | 8  | 34 | 31 | 3    |
| 07.º | La Carrera                  | 20   | 18 | 6  | 2  | 10 | 22 | 26 | −4   |
| 08.º | Defensores de Esquiú        | 19   | 18 | 5  | 4  | 9  | 10 | 22 | −12  |
| 09.º | Obreros (San Isidro)        | 18   | 18 | 5  | 3  | 10 | 16 | 27 | −11  |
| 10.º | La Tercena                  | 15   | 18 | 4  | 3  | 11 | 21 | 41 | −20  |

|  | Campeón y clasificado al Torneo Regional Federal Amateur. |

#### Evolución de las posiciones
| Equipo / Fecha       | 1  | 2  | 3  | 4  | 5  | 6  | 7  | 8  | 9  | 10 | 11 | 12 | 13 | 14 | 15 | 16 | 17 | 18 |
| -------------------- | -- | -- | -- | -- | -- | -- | -- | -- | -- | -- | -- | -- | -- | -- | -- | -- | -- | -- |
| Coronel Daza         | 07 | 06 | 07 | 04 | 03 | 03 | 02 | 01 | 01 | 02 | 02 | 02 | 02 | 02 | 02 | 02 | 02 | 02 |
| Defensores de Esquiú | 02 | 03 | 05 | 03 | 04 | 04 | 05 | 04 | 06 | 04 | 04 | 04 | 04 | 04 | 06 | 06 | 08 | 08 |
| Independiente (SA)   | 03 | 09 | 04 | 06 | 08 | 06 | 08 | 08 | 08 | 09 | 08 | 07 | 07 | 06 | 04 | 04 | 05 | 05 |
| La Carrera           | 09 | 10 | 09 | 10 | 10 | 10 | 10 | 10 | 09 | 10 | 10 | 10 | 10 | 09 | 09 | 08 | 07 | 07 |
| La Merced            | 04 | 08 | 10 | 09 | 09 | 09 | 09 | 09 | 10 | 08 | 09 | 08 | 08 | 08 | 07 | 07 | 06 | 06 |
| La Tercena           | 05 | 07 | 08 | 07 | 06 | 05 | 06 | 07 | 07 | 07 | 07 | 09 | 09 | 10 | 10 | 10 | 10 | 10 |
| Los Sureños          | 06 | 05 | 06 | 08 | 05 | 07 | 04 | 05 | 05 | 06 | 06 | 06 | 05 | 05 | 04 | 05 | 04 | 04 |
| Obreros              | 10 | 04 | 03 | 05 | 07 | 08 | 07 | 06 | 04 | 03 | 05 | 05 | 06 | 07 | 08 | 09 | 09 | 09 |
| San Martín           | 08 | 02 | 01 | 02 | 02 | 01 | 03 | 02 | 02 | 01 | 01 | 01 | 01 | 01 | 01 | 01 | 01 | 01 |
| Social Rojas         | 01 | 01 | 02 | 01 | 01 | 02 | 01 | 03 | 03 | 05 | 03 | 03 | 03 | 03 | 03 | 03 | 03 | 03 |

|  |

### Resultados
| Defensores de Esquiú | 1 - 0 | La Carrera   | Primo A. Prevedello | 21 de junio | 17:00 |
| San Martín           | 1 - 1 | Coronel Daza | Primo A. Prevedello | 22 de junio | 17:00 |
| Independiente (SA)   | 2 - 2 | La Tercena   | Primo A. Prevedello | 22 de junio | 19:00 |
| Los Sureños          | 2 - 2 | La Merced    | Coronel Daza        | 23 de junio | 16:00 |
| Obreros              | 0 - 2 | Social Rojas | Primo A. Prevedello | 23 de junio | 17:00 |

| La Merced          | 3 - 4 | Social Rojas         | El Cañón de Paclín  | 29 de junio | 15:00 |
| Independiente (SA) | 1 - 2 | Obreros              | Primo A. Prevedello | 29 de junio | 16:00 |
| La Tercena         | 0 - 0 | Defensores de Esquiú | Primo A. Prevedello | 29 de junio | 18:00 |
| Coronel Daza       | 2 - 2 | Los Sureños          | Coronel Daza        | 30 de junio | 16:00 |
| La Carrera         | 1 - 2 | San Martín           | Primo A. Prevedello | 30 de junio | 18:00 |

| Los Sureños          | 1 - 1 | La Carrera         | Primo A. Prevedello | 5 de julio | 16:00 |
| Obreros              | 3 - 1 | La Merced          | Primo A. Prevedello | 5 de julio | 18:00 |
| San Martín           | 4 - 0 | La Tercena         | Primo A. Prevedello | 6 de julio | 16:00 |
| Defensores de Esquiú | 1 - 3 | Independiente (SA) | Primo A. Prevedello | 6 de julio | 18:30 |
| Social Rojas         | 2 - 2 | Coronel Daza       | Primo A. Prevedello | 8 de julio | 18:00 |

| Defensores de Esquiú | 2 - 0 | Obreros      | Coronel Daza        | 19 de julio | 16:00 |
| La Carrera           | 1 - 4 | Social Rojas | Primo A. Prevedello | 19 de julio | 16:00 |
| Independiente (SA)   | 2 - 2 | San Martín   | Primo A. Prevedello | 20 de julio | 16:00 |
| La Tercena           | 3 - 1 | Los Sureños  | Primo A. Prevedello | 20 de julio | 18:00 |
| Coronel Daza         | 2 - 1 | La Merced    | Coronel Daza        | 21 de julio | 16:00 |

| Los Sureños  | 2 - 1 | Independiente (SA)   | Primo A. Prevedello | 26 de julio | 16:00 |
| Social Rojas | 2 - 2 | La Tercena           | Primo A. Prevedello | 26 de julio | 18:00 |
| La Merced    | 1 - 0 | La Carrera           | El Cañón de Paclín  | 27 de julio | 16:00 |
| Obreros      | 0 - 3 | Coronel Daza         | Primo A. Prevedello | 27 de julio | 18:00 |
| San Martín   | 0 - 0 | Defensores de Esquiú | Primo A. Prevedello | 28 de julio | 18:00 |

| La Carrera           | 1 - 1 | Coronel Daza | Primo A. Prevedello  | 2 de agosto | 18:30 |
| Defensores de Esquiú | 1 - 1 | Los Sureños  | Defensores de Esquiú | 3 de agosto | 15:45 |
| Independiente (SA)   | 4 - 1 | Social Rojas | Primo A. Prevedello  | 3 de agosto | 16:30 |
| La Tercena           | 3 - 1 | La Merced    | Primo A. Prevedello  | 3 de agosto | 18:30 |
| San Martín           | 2 - 1 | Obreros      | Primo A. Prevedello  | 4 de agosto | 17:00 |

| Social Rojas | 1 - 0 | Defensores de Esquiú | Primo A. Prevedello | 8 de agosto | 16:30 |
| Coronel Daza | 2 - 0 | La Tercena           | Coronel Daza        | 9 de agosto | 16:00 |
| La Merced    | 4 - 3 | Independiente (SA)   | El Cañón de Paclín  | 9 de agosto | 16:00 |
| Los Sureños  | 2 - 0 | San Martín           | Primo A. Prevedello | 9 de agosto | 16:00 |
| Obreros      | 2 - 0 | La Carrera           | Primo A. Prevedello | 9 de agosto | 18:00 |

| Los Sureños          | 0 - 0 | Obreros      | Primo A. Prevedello  | 23 de agosto | 16:45 |
| Defensores de Esquiú | 1 - 0 | La Merced    | Defensores de Esquiú | 24 de agosto | 16:00 |
| Independiente (SA)   | 0 - 1 | Coronel Daza | Primo A. Prevredello | 24 de agosto | 19:30 |
| San Martín           | 3 - 0 | Social Rojas | Primo A. Prevredello | 25 de agosto | 17:30 |
| La Tercena           | 1 - 2 | La Carrera   | Primo A. Prevredello | 25 de agosto | 19:30 |

| Obreros      | 2 - 1 | La Tercena           | Primo A. Prevedello | 31 de agosto    | 15:00 |
| La Merced    | 0 - 1 | San Martín           | El Cañón de Paclín  | 31 de agosto    | 16:00 |
| Social Rojas | 1 - 1 | Los Sureños          | Primo A. Prevedello | 31 de agosto    | 17:00 |
| La Carrera   | 3 - 1 | Independiente (SA)   | Primo A. Prevedello | 31 de agosto    | 19:00 |
| Coronel Daza | 3 - 1 | Defensores de Esquiú | Coronel Daza        | 1 de septiembre | 12:00 |

| La Tercena   | 1 - 0 | Independiente (SA)   | Primo A. Prevedello | 6 de septiembre | 17:00 |
| La Merced    | 4 - 1 | Los Sureños          | El Cañón de Paclín  | 7 de septiembre | 16:00 |
| Social Rojas | 0 - 2 | Obreros              | Primo A. Prevedello | 7 de septiembre | 19:00 |
| Coronel Daza | 0 - 2 | San Martín           | Coronel Daza        | 8 de septiembre | 15:30 |
| La Carrera   | 0 - 1 | Defensores de Esquiú | Primo A. Prevedello | 8 de septiembre | 17:00 |

| Obreros              | 0 - 2 | Independiente (SA) | Primo A. Prevedello  | 13 de septiembre | 17:00 |
| Defensores de Esquiú | 1 - 0 | La Tercena         | Defensores de Esquiú | 14 de septiembre | 15:30 |
| Los Sureños          | 0 - 2 | Coronel Daza       | Primo A. Prevedello  | 14 de septiembre | 17:00 |
| Social Rojas         | 2 - 0 | La Merced          | Coronel Daza         | 15 de septiembre | 16:30 |
| San Martín           | 2 - 0 | La Carrera         | Primo A. Prevedello  | 15 de septiembre | 17:00 |

| La Carrera         | 0 - 1 | Los Sureños          | Primo A. Prevedello | 27 de septiembre | 17:00 |
| La Merced          | 3 - 1 | Obreros              | El Cañón de Paclín  | 28 de septiembre | 16:00 |
| La Tercena         | 1 - 3 | San Martín           | Primo A. Prevedello | 28 de septiembre | 17:00 |
| Coronel Daza       | 2 - 2 | Social Rojas         | Coronel Daza        | 29 de septiembre | 16:45 |
| Independiente (SA) | 2 - 0 | Defensores de Esquiú | Primo A. Prevedello | 29 de septiembre | 17:00 |

| Los Sureños  | 4 - 2 | La Tercena           | Primo A. Prevedello | 4 de octubre | 17:00 |
| Social Rojas | 1 - 2 | La Carrera           | Coronel Daza        | 4 de octubre | 17:00 |
| La Merced    | 1 - 1 | Coronel Daza         | El Cañón de Paclín  | 5 de octubre | 16:30 |
| Obreros      | 1 - 1 | Defensores de Esquiú | Primo A. Prevedello | 5 de octubre | 17:00 |
| San Martín   | 4 - 2 | Independiente (SA)   | Primo A. Prevedello | 6 de octubre | 17:00 |

| La Tercena           | 1 - 6 | Social Rojas | Primo A. Prevedello | 11 de octubre | 15:00 |
| Coronel Daza         | 2 - 0 | Obreros      | Coronel Daza        | 11 de octubre | 16:00 |
| Independiente (SA)   | 5 - 2 | Los Sureños  | Primo A. Prevedello | 11 de octubre | 17:00 |
| La Carrera           | 3 - 1 | La Merced    | Primo A. Prevedello | 12 de octubre | 15:00 |
| Defensores de Esquiú | 0 - 1 | San Martín   | Primo A. Prevedello | 12 de octubre | 17:00 |

| Los Sureños  | 3 - 0 | Defensores de Esquiú | Primo A. Prevedello | 17 de octubre | 18:00 |
| Coronel Daza | 2 - 0 | La Carrera           | Coronel Daza        | 18 de octubre | 17:00 |
| Social Rojas | 0 - 4 | Independiente (SA)   | Primo A. Prevedello | 18 de octubre | 19:00 |
| La Merced    | 5 - 1 | La Tercena           | El Cañón de Paclín  | 19 de octubre | 17:00 |
| Obreros      | 0 - 1 | San Martín           | Primo A. Prevedello | 19 de octubre | 18:00 |

| La Carrera           | 2 - 0 | Obreros      | Primo A. Prevedello | 24 de octubre | 16:00 |
| La Tercena           | 0 - 2 | Coronel Daza | Primo A. Prevedello | 24 de octubre | 18:00 |
| Defensores de Esquiú | 0 - 1 | Social Rojas | Primo A. Prevedello | 24 de octubre | 20:00 |
| Independiente (SA)   | 1 - 1 | La Merced    | Primo A. Prevedello | 25 de octubre | 17:00 |
| San Martín           | 1 - 0 | Los Sureños  | Primo A. Prevedello | 25 de octubre | 19:00 |

| Coronel Daza | 3 - 1 | Independiente (SA)   | Coronel Daza        | 1 de noviembre | 17:00 |
| Obreros      | 2 - 2 | Los Sureños          | Primo A. Prevedello | 1 de noviembre | 21:00 |
| La Merced    | 4 - 0 | Defensores de Esquiú | El Cañón de Paclín  | 2 de noviembre | 16:00 |
| Social Rojas | 1 - 2 | San Martín           | Primo A. Prevedello | 2 de noviembre | 19:00 |
| La Carrera   | 4 - 1 | La Tercena           | Primo A. Prevedello | 2 de noviembre | 21:00 |

| Los Sureños          | 2 - 1 | Social Rojas | Primo A. Prevedello  | 8 de noviembre  | 19:00 |
| Defensores de Esquiú | 0 - 2 | Coronel Daza | Defensores de Esquiú | 9 de noviembre  | 17:00 |
| San Martín           | 2 - 2 | La Merced    | Primo A. Prevedello  | 9 de noviembre  | 19:00 |
| La Tercena           | 2 - 0 | Obreros      | Primo A. Prevedello  | 10 de noviembre | 17:00 |
| Independiente (SA)   | 3 - 2 | La Carrera   | Coronel Daza         | 10 de noviembre | 17:00 |

|  |

|                                                             |
| Club Atlético San Martín (El Bañado)                        |
| Campeón Torneo Anual 2019 Copa Municipalidad de Valle Viejo |

## Tabla Conjunta
| Pos. | Equipos                | APERT. | ANUAL | TOTAL | PJ | PG | PE | PP | GF | GC | DG  |
| ---- | ---------------------- | ------ | ----- | ----- | -- | -- | -- | -- | -- | -- | --- |
| 1.   | Coronel Daza           | 22     | 39    | 61    | 27 | 18 | 7  | 2  | 57 | 25 | 32  |
| 2.   | San Martín (El Bañado) | 16     | 43    | 59    | 27 | 18 | 5  | 4  | 50 | 21 | 29  |
| 3.   | Defensores de Esquiú   | 24     | 19    | 43    | 27 | 13 | 4  | 10 | 25 | 27 | -2  |
| 4.   | Social Rojas           | 17     | 25    | 42    | 27 | 12 | 6  | 9  | 51 | 46 | 5   |
| 5.   | Los Sureños            | 16     | 25    | 41    | 27 | 11 | 8  | 8  | 44 | 40 | 4   |
| 6.   | La Merced              | 13     | 22    | 35    | 27 | 10 | 5  | 12 | 53 | 48 | 5   |
| 7.   | Independiente (SA)     | 4      | 24    | 28    | 27 | 8  | 4  | 15 | 48 | 54 | -6  |
| 8.   | La Tercena             | 10     | 25    | 25    | 27 | 7  | 4  | 16 | 38 | 61 | -23 |
| 9.   | La Carrera             | 3      | 20    | 23    | 27 | 6  | 5  | 16 | 27 | 36 | -9  |
| 10.  | Obreros de San Isidro  | 4      | 18    | 22    | 27 | 6  | 4  | 16 | 26 | 55 | -29 |

|  | Campeón del Torneo Anual 2019, clasificado al Torneo Regional Federal Amateur 2020. |
|  | Clasificados al Petit Torneo                                                        |
|  | Desciende a la Primera B 2020.                                                      |

## Tabla de Promedios
| Pos. | Equipos              | Promedio | Anual 18 | Apertura 19 | Anual 19 | Total | PJ |
| ---- | -------------------- | -------- | -------- | ----------- | -------- | ----- | -- |
| 1º   | San Martín           | 2,000    | 31       | 16          | 43       | 90    | 45 |
| 2º   | Coronel Daza         | 1,933    | 26       | 22          | 39       | 87    | 45 |
| 3º   | Defensores de Esquiú | 1,666    | 32       | 24          | 19       | 75    | 45 |
| 4º   | Social Rojas         | 1,622    | 31       | 17          | 25       | 73    | 45 |
| 5º   | Los Sureños          | 1,555    | 29       | 16          | 25       | 70    | 45 |
| 6º   | La Merced            | 1,488    | 32       | 13          | 22       | 67    | 45 |
| 7º   | Independiente (SA)   | 1,311    | 31       | 4           | 24       | 59    | 45 |
| 8º   | Obreros (San Isidro) | 0,977    | 22       | 4           | 18       | 44    | 45 |
| 9º   | La Tercena           | 0,925    | -        | 10          | 15       | 25    | 27 |
| 10º  | La Carrera           | 0,851    | -        | 3           | 20       | 23    | 27 |

     Desciende a la Primera B 2020.

## Estadísticas

### Goleadores
| Jugador                        | Equipo             | Goles |
| ------------------------------ | ------------------ | ----- |
| Wilson Moreno                  | Social Rojas       | 11    |
| Cristian Argañaráz             | Independiente (SA) | 10    |
| Ignacio Hidalgo                | Independiente (SA) | 9     |
| Actualizado al 11 de noviembre |                    |       |

| Raúl Cisterna             | Coronel Daza         | 8 |   |
| Héctor Acosta             | San Martín           | 7 |   |
| Enzo Segura               | San Martín           | 6 |   |
| Facundo Salas             | La Carrera           | 6 |   |
| Gabriel Rodríguez         | Los Sureños          | 6 |   |
| Gabriel Carreño           | Coronel Daza         | 5 |   |
| Gabriel Coronel           | La Merced            | 5 |   |
| Elber Carrizo             | Coronel Daza         | 4 |   |
| Emir Moreno               | San Martín           | 4 |   |
| Federico Díaz             | La Tercena           | 4 |   |
| Jonathan Zurita           | La Carrera           | 4 |   |
| José Cano                 | San Martín           | 4 |   |
| Leandro Martínez Acosta   | Independiente (SA)   | 4 |   |
| Luis Seco                 | Social Rojas         | 4 |   |
| Mariano Hernández         | Independiente (SA)   | 4 |   |
| Néstor Agüero             | San Martín           | 4 |   |
| Néstor Ríos               | Coronel Daza         | 4 |   |
| Sergio Lencina            | La Merced            | 4 |   |
| Sergio Rivera             | La Merced            | 4 |   |
| Tomás Soria               | Defensores de Esquiú | 4 |   |
| Adrián Bustamante         | Los Sureños          | 3 |   |
| Agustín Canil             | Social Rojas         | 3 |   |
| Alfredo Franchino         | Obreros              | 3 |   |
| Brian Cano                | Obreros              | 3 |   |
| Brian Carrizo             | La Merced            | 3 |   |
| Facundo Carreño           | Coronel Daza         | 3 |   |
| Francisco Bustamante      | Los Sureños          | 3 |   |
| Juan Acevedo Vergara      | Coronel Daza         | 3 |   |
| Kevin Villafañe           | La Tercena           | 3 |   |
| Luis Moya                 | Los Sureños          | 3 |   |
| Mario Coronel             | La Merced            | 3 |   |
| Mauricio Chávez           | San Martín           | 3 |   |
| Mauro Hernández           | Independiente (SA)   | 3 |   |
| Nazareno Agüero           | La Merced            | 3 |   |
| Sebastián Reyes           | Obreros              | 3 |   |
| Alexander Bazán           | La Carrera           | 2 |   |
| Alexis Ramírez            | La Carrera           | 2 |   |
| Carlos Saavedra           | La Carrera           | 2 |   |
| Claudio Díaz              | La Tercena           | 2 |   |
| Diego Nieva               | Los Sureños          | 2 |   |
| Esteban Chaile Quiroga    | La Tercena           | 2 |   |
| Exequiel Moreno           | Defensores de Esquiú | 2 |   |
| Gabriel Cano              | San Martín           | 2 |   |
| Gerardo Lencina           | La Merced            | 2 |   |
| Hoel Ibáñez               | Coronel Daza         | 2 |   |
| Jonathan Fernández        | Social Rojas         | 2 |   |
| Juan Ignacio Tapia        | Los Sureños          | 2 |   |
| Kevin Medina              | La Tercena           | 2 |   |
| Luis Elizalde             | Independiente (SA)   | 2 |   |
| Maximiliano Mendoza       | Social Rojas         | 2 |   |
| Michael Vega              | La Carrera           | 2 |   |
| Miguel Arreguez           | La Carrera           | 2 |   |
| Rafael Rodríguez          | Independiente (SA)   | 2 |   |
| Santiago Chazarreta       | Los Sureños          | 2 |   |
| Adrián Vera               | La Merced            | 2 | 1 |
| Alan Seco Olivera         | Obreros              |   | 1 |
| Alberto Seco              | Social Rojas         |   | 1 |
| Alejandro Vera            | La Merced            |   | 1 |
| Alexander Pacheco         | Los Sureños          |   | 1 |
| Andrés Lencina            | La Merced            |   | 1 |
| Ángel Ibáñez              | Social Rojas         |   | 1 |
| Carlos Barros             | La Merced            |   | 1 |
| César Chaile Quiroga      | La Tercena           |   | 1 |
| Claudio Coronel           | La Merced            |   | 1 |
| Cristian Carrizo          | La Tercena           |   | 1 |
| Cristian González         | La Tercena           |   | 1 |
| Daniel Barros             | La Merced            |   | 1 |
| Daniel Molina             | Social Rojas         |   | 1 |
| Darío Olivera             | Los Sureños          |   | 1 |
| Enzo Rivera               | La Merced            |   | 1 |
| Enzo Varela               | Los Sureños          |   | 1 |
| Exequiel Olivera Aguilera | Social Rojas         |   | 1 |
| Fabián Soria              | Social Rojas         |   | 1 |
| Fabricio Reyes            | Independiente (SA)   |   | 1 |
| Facundo Soria             | La Tercena           |   | 1 |
| Fernando Demare           | San Martín           |   | 1 |
| Francisco Coronel         | La Merced            |   | 1 |
| Gastón López              | Defensores de Esquiú |   | 1 |
| Germán Lizárraga          | Obreros              |   | 1 |
| Gustavo Varela Martínez   | Social Rojas         |   | 1 |
| Horacio Pérez             | La Carrera           |   | 1 |
| Iván Héctor Varela        | Defensores de Esquiú |   | 1 |
| Javier Díaz               | La Tercena           |   | 1 |
| Javier Seco               | La Tercena           |   | 1 |
| Jonathan Rinaudo          | Social Rojas         |   | 1 |
| Jonathan Rivera           | La Merced            |   | 1 |
| Juan Novillo              | Coronel Daza         |   | 1 |
| Leandro Torres            | Obreros              |   | 1 |
| Lucas Castaño             | Obreros              |   | 1 |
| Marcelo Cruz Vera         | Coronel Daza         |   | 1 |
| Marcelo Galván            | Obreros              |   | 1 |
| Marcelo Pereyra           | Coronel Daza         |   | 1 |
| Marcio Páez               | Independiente (SA)   |   | 1 |
| Mario Seco                | La Carrera           |   | 1 |
| Martín Rodríguez          | Social Rojas         |   | 1 |
| Miguel Córdoba            | Obreros              |   | 1 |
| Misael Vega               | Los Sureños          |   | 1 |
| Octavio Cazuza            | Defensores de Esquiú |   | 1 |
| Roberto Saquilán          | Coronel Daza         |   | 1 |
| Rodrigo Rodríguez         | Independiente (SA)   |   | 1 |
| Santiago Pereyra Vildoza  | San Martín           |   | 1 |
| Tomás Reinoso             | San Martín           |   | 1 |
| Ulises Ciarez             | Obreros              |   | 1 |
| Víctor Varela             | Defensores de Esquiú |   | 1 |
| William Seco              | La Tercena           |   | 1 |

### Autogoles
| Fecha      | Jugador             | Equipo             | Autogoles | Contra       |
| ---------- | ------------------- | ------------------ | --------- | ------------ |
| 19/07/2019 | Eduardo Agüero Lobo | La Carrera         | 1         | Social Rojas |
| 09/08/2019 | Franco Bazán        | Independiente (SA) | 1         | La Merced    |
| 07/09/2019 | Jonathan Rivera     | La Merced          | 1         | Los Sureños  |
| 27/09/2019 | Braian Denett       | La Carrera         | 1         | Los Sureños  |
| 05/10/2019 | Roberto Saquilán    | Coronel Daza       | 1         | La Merced    |